# Arazzo Millefiori
L'arazzo Millefiori, o dell'Adorazione, è un prodotto dell'arazzeria fiamminga del XVI secolo. Realizzato nelle Fiandre, in stile millefleur, fa parte del patrimonio della Cattedrale di Pistoia. In passato conservato in Duomo, dal 2016 è ospitato dal museo di Palazzo dei Vescovi, in cui gli è dedicata una sala.
L'opera, le cui dimensioni sono 790×270 cm, raffigura una scena dalla natura, con la presenza di animali e di una grande quantità di piante e fiori, da cui il nome.

## Galleria d'immagini

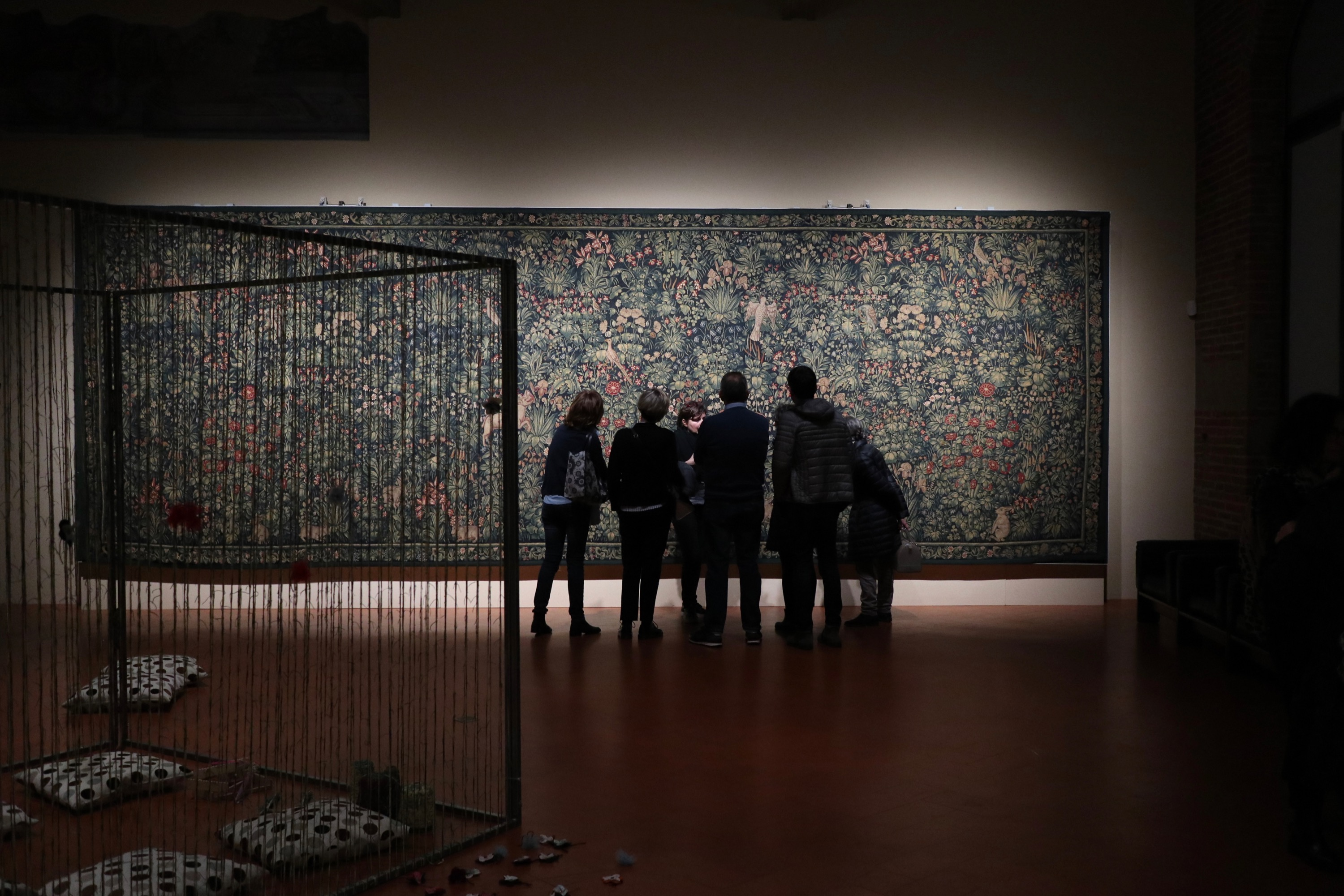
L'arazzo Millefiori
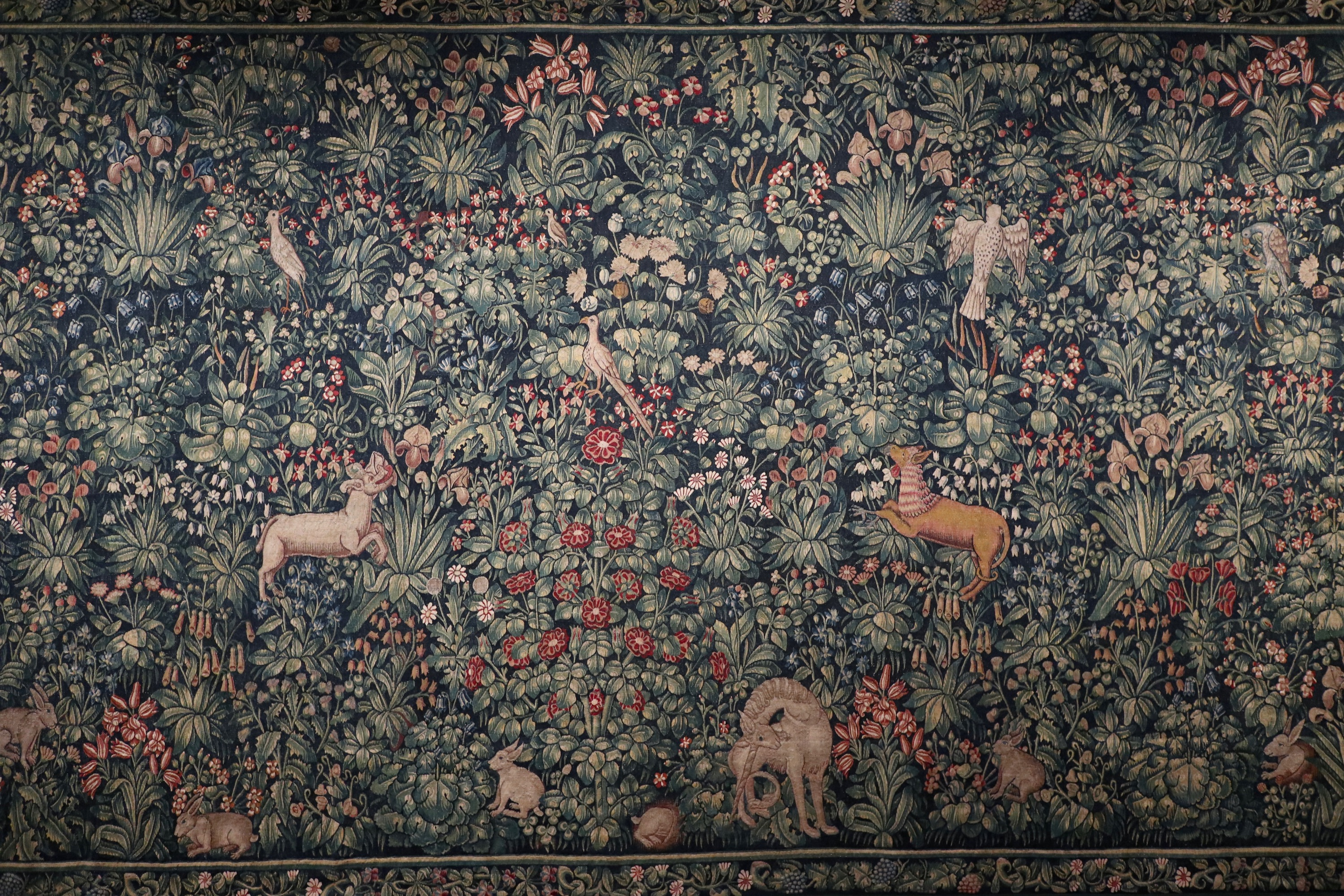
Parte centrale dell'arazzo
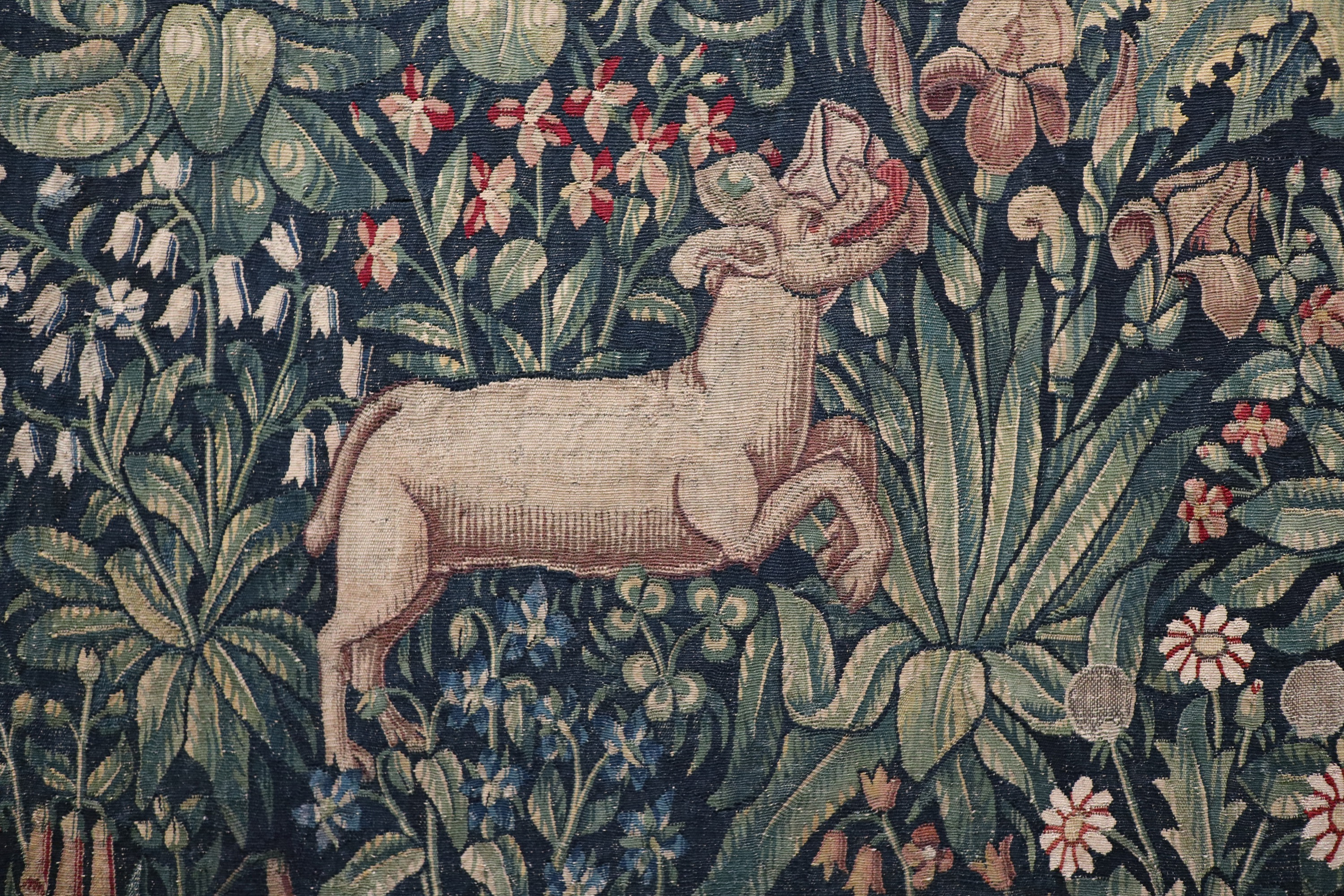
Particolare con animale fantastico
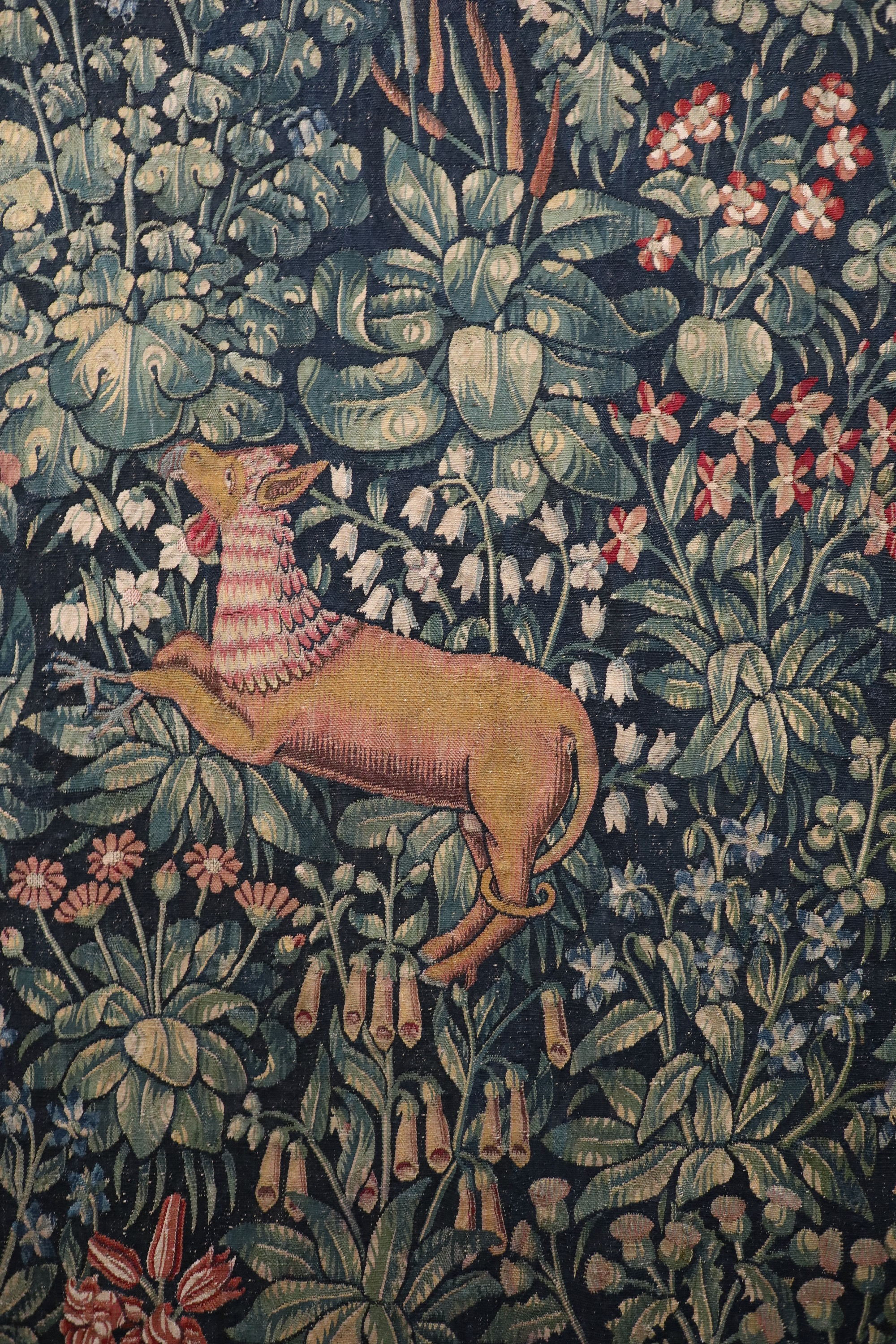
Particolare con animale fantastico
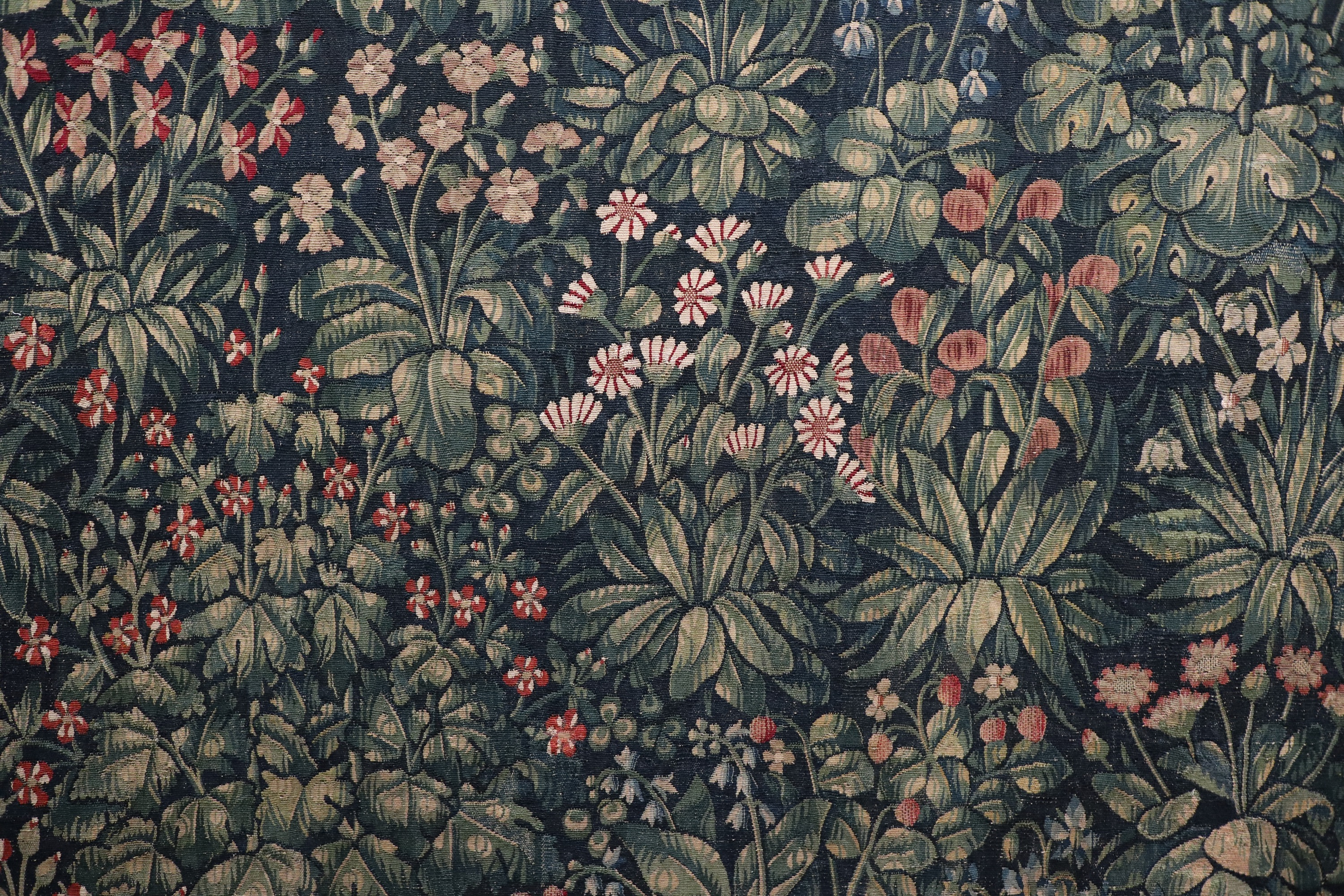
Particolare della decorazione floreale
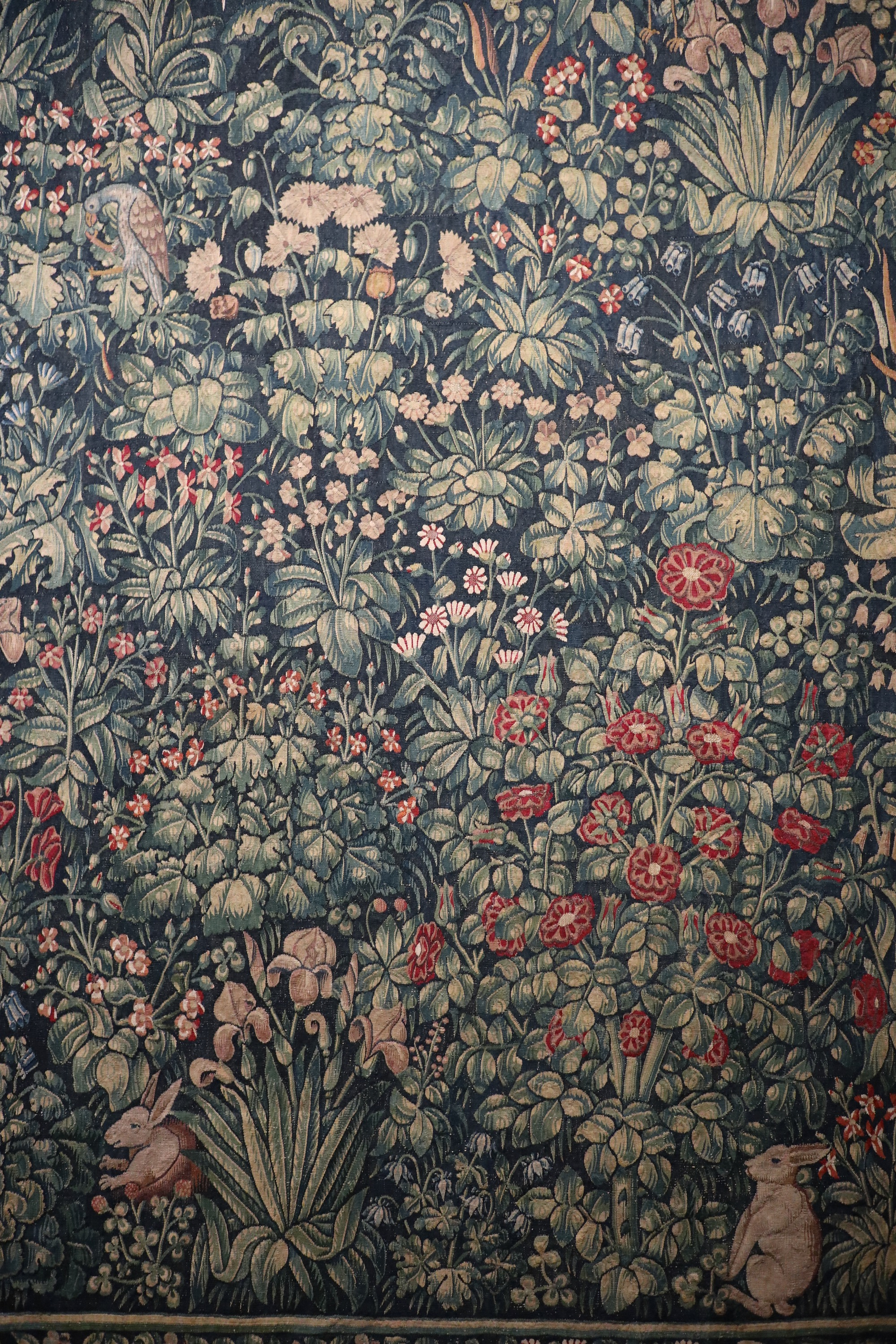
Particolare della decorazione floreale con animali
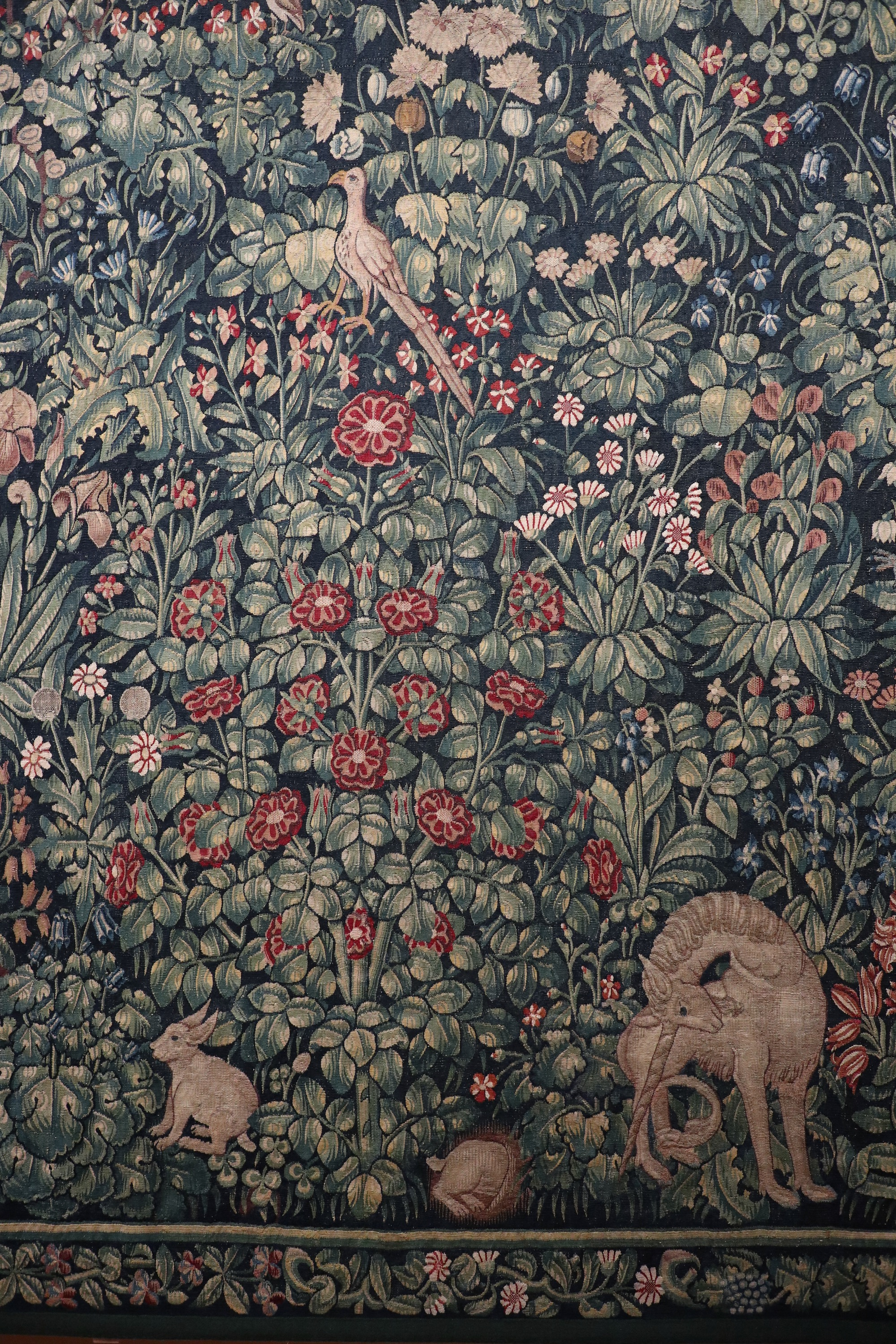
Particolare della decorazione floreale, con animali vari, tra cui un unicorno
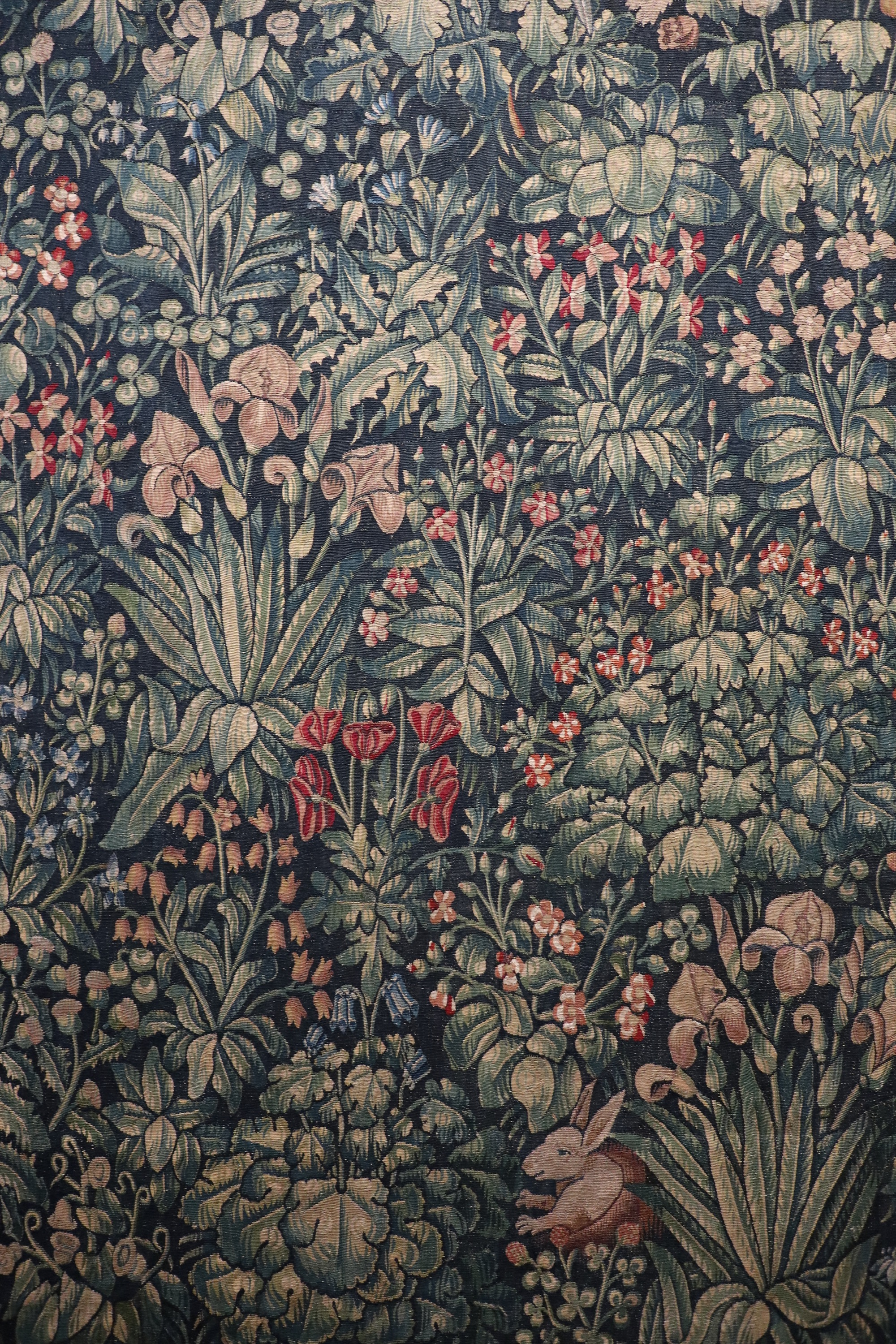
Particolare della decorazione floreale con animali